# Pesta
|  | Aquest article tracta sobre la malaltia causada per Yersinia pestis. Si cerqueu les pestes medievals, vegeu «epidèmia». |

La pesta és una malaltia infecciosa causada pel bacteri Yersinia pestis, (bacil aerobi i gramnegatiu). Els símptomes són febre, debilitat i mal de cap. Normalment aquests comencen un a set dies després de l'exposició. En la forma bubònica també s'inflen els ganglis limfàtics, mentre que en la forma septicèmica els teixits es poden tornar negres causant la mort. En la forma pneumònica pot provocar problemes respiratoris, tos i dolor toràcic.
La pesta bubònica i la septicèmica es contagien generalment per picades de puça o manipulant un animal infectat. La forma pneumònica s'estén entre les persones generalment a través de l'aire mitjançant gotetes infectades. El diagnòstic és localitza a través del bacteri trobat en un fluid procedent d'un gangli limfàtic, de la sang o d'un esput.S'encomana molt fàcilment en climes calorosos i humits, però si la temperatura mitjana diària és d'uns 30 °C i l'ambient és sec, pot arribar a minvar molt.
La població que té un risc elevat pot ser vacunada. Aquelles persones que han estan exposats, com es el cas d'una pandèmia poden ser tractats amb medicació preventiva. Si l'individu ja està infectat el seu tractament serà amb antibiòtics i tractaments simptomàtics. Els antibiòtics inclouen una combinació de gentamicina i una fluoroquinolona. El risc de mort amb tractament és aproximadament del 10%, mentre que sense aquest és aproximadament del 70%.
A nivell mundial, es denuncien uns 600 casos a l'any. El 2017, els països amb més casos comprenien la República Democràtica del Congo, Madagascar i el Perú. Als Estats Units, ocasionalment es produeixen infeccions a les zones rurals, on es creu que els bacteris circulen entre rosegadors. Històricament ha tingut lloc en grans brots, essent la més coneguda la Pesta Negra al segle xiv, que va provocar més de 50 milions de morts.

## Formes i símptomes de la malaltia
La pesta pot presentar tres formes de presentació:
- La pesta bubònica: és la forma més comuna de la pesta. Es transmet a partir de les rates, amb les seves puces infectades. La seva taxa de mortalitat se situa entre el 30% i 75% dels casos. El símptoma característic d'aquesta variant de la malaltia és l'aparició de bubons a l'engonal, el coll i les aixelles, pels quals supura pus i sang. Les persones infectades tenen també hemorràgies sota la pell, raó per la qual presenten nombroses taques fosques per tot el cos. L'aparició d'aquestes tumoracions és acompanyada de febre alta (entre 38 i 41°C), vòmits i confusió o deliri.

- La pesta pulmonar o pesta pneumònica: és la segona variant més freqüent de la malaltia. És l'única de les tres variants que es transmet per via aèria, amb gotetes de saliva d'una persona infectada contaminada pel bacteri. La taxa de mortalitat és altíssima, entre un 90% i un 95% dels infectats. Els símptomes característics són la dificultat per a respirar (dispnea), l'aparició de coloracions blavoses/violàcies pel cos (especialment a la cara) com a resultat d'una cianosi i, sobretot, l'expectoració sangonosa.

- La pesta septicèmica: és la més poc freqüent de les tres formes, però, alhora, la més mortífera, ja que els símptomes més característics són la febre alta i l'aparició de taques de color morat pel cos.

## Casos al segle XXI
Segons informes de l'Organització Mundial de la Salut (OMS) dins del seu programa Global Alert and Response (GAR), el segle XXI hi ha hagut situacions d'epidèmia de pesta a Zàmbia (2001), Índia (2002), Malawi (2002), Algèria (2003), República Democràtica del Congo (2005-2006), Xina (2009), el Perú (2010) i Madagascar (2014).

### Madagascar 2014
El 21 de novembre del 2014, l'Organització Mundial de la Salut (OMS) fa públic un avís d'epidèmia de pesta a Madagascar davant la mort de 40 persones, una d'elles a la capital, Antananarivo, des que aquesta es va documentar a finals d'agost del 2014.